# Löffler

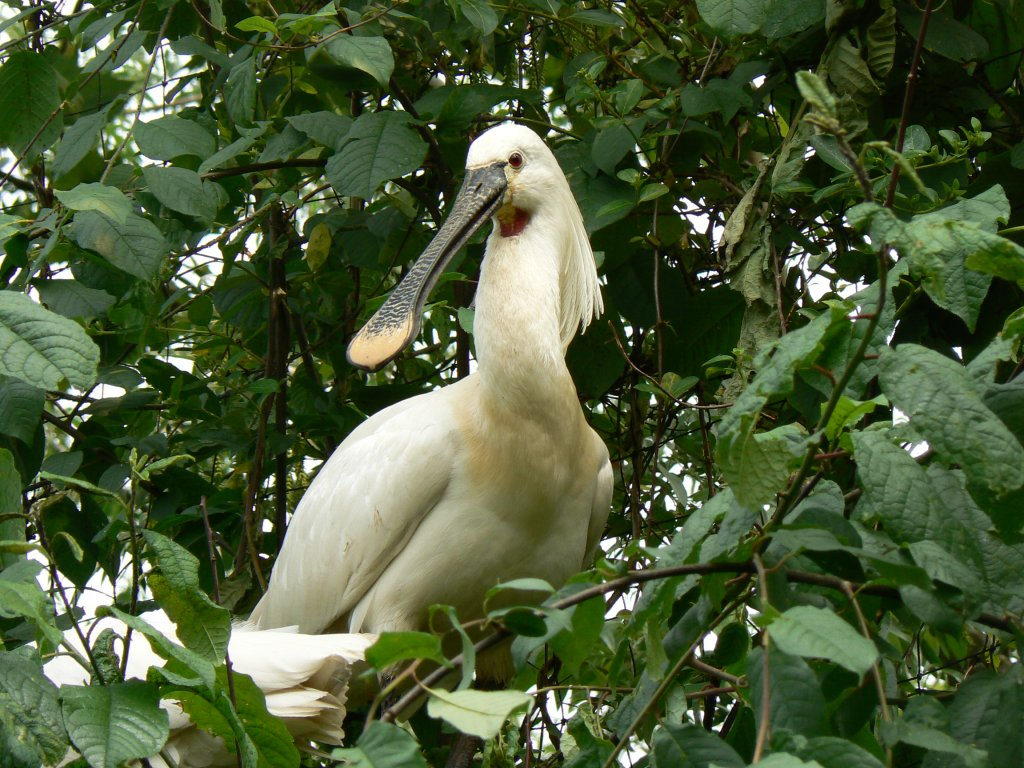
Habitus

Der Löffler (Platalea leucorodia), auch Löffelreiher genannt, ist eine Vogelart aus der Familie der Ibisse und Löffler (Threskiornithidae).
In Mitteleuropa ist der Löffler ein lokaler Brut- und Sommervogel, dessen Bestand in den letzten Jahren deutlich zugenommen hat. Im Nordwesten Mitteleuropas ist eine deutliche Arealausweitung zu beobachten. Abseits der Brutgebiete ist er ein seltener Durchzügler.

## Aussehen
Der Löffler trägt weißes Gefieder, das einen zarten gelblichen Hauch zeigt, bis auf einen gelben Brustfleck, am Kopf ist es orangebräunlich getönt. Am Hinterkopf trägt er einen Schopf aus langen Federn, die er in der Erregung zu einer Fächerkrone abspreizt. Er erreicht 80 bis 93 cm Länge und eine Flügelspannweite von 120 bis 135 cm. Die Beine sind schwarz, der Schnabel ist beim Jungtier hell, während die Alttiere einen schwarzen Schnabel mit einer gelblichen Spitze haben. Im Flug ist der Hals gestreckt.
Verwechslungsmöglichkeiten bestehen mit dem afrikanischen Schmalschnabellöffler (Platalea alba), der aber anders als der eurasische Löffler rote Beine und eine rote Gesichtshaut hat.

## Verbreitung und Lebensraum

Verbreitung des Löfflers
Brutgebiete
Ganzjähriges Vorkommen
Überwinterungsgebiete

Das Verbreitungsgebiet des Löfflers reicht von Süd-, West- und Mitteleuropa, Vorderasien, dem Nordosten Afrikas und dem Kaspigebiet über Vorderindien bis nach Ostasien. Zwei Drittel des Weltbestandes kommt in der West-Paläarktis vor.
In Mitteleuropa begrenzte sich das Verbreitungsgebiet lange Zeit auf einige Kolonien in den Niederlanden, Ungarn und der Slowakei. Seit den 1990er Jahren siedelt sich die Art unter anderem im Osten Österreichs und in Tschechien an, wo sie früher zum Brutvogelbestand gehörte. In Deutschland sowie in einigen Gebieten Westeuropas hat sich der Löffler neu angesiedelt. In den Niederlanden und Deutschland brüten Löffler gewöhnlich auf Inseln, was darauf zurückzuführen ist, dass dort der Verlust durch Prädation geringer ist. Wesentliche Beutegreifer sind Rotfuchs und Hermelin.
Löffler sind obligate Zugvögel, deren Winterquartiere vom Mittelmeerraum bis zur Sahelzone sowie Sudan und Äthiopien reichen. Die Löffler, die in Niedersachsen brüten, ziehen ab August und September über Westfrankreich zur Atlantikküste und ziehen dann über Gibraltar nach Westafrika. Bevor sie das Mittelmeer überqueren, pausieren rund 94 Prozent aller westeuropäischen Löffler an der Costa de la Luz. Die Winterquartiere der Brutvögel der Niederlande und Spaniens liegen an der Küste Mauretaniens, im Senegaldelta und noch weiter südlich. Die Brutvögel Österreichs und Ungarns ziehen über Italien nach Tunesien oder über Griechenland ins Nildelta. Die Brutvögel Spaniens kehren bereits im Januar wieder in ihre Brutareale zurück, die der Niederlande kehren gewöhnlich gegen Ende März zurück.
Der Lebensraum des Löfflers sind Sümpfe und Verlandungszonen mit Schilfbestand, einer typischen Auenvegetation sowie einzelne Büsche. Die Nahrungssuche findet im Seichtwasser statt. Außerhalb der Brutzeit ist der Löffler auch sehr häufig an Meeresküsten oder in Dünen und Salzwiesen zu beobachten.

## Lebensweise
Der Löffler brütet gesellig in Sümpfen, Brüchen und Auen, in Afrika auch auf kahlen Inseln. Die Nester legt er niedrig im Schilf an, manchmal wählt er jedoch auch Bäume oder gar Felsklippen.
Teilweise befinden sich Löfflerkolonien auch in der Nähe von Großmöwenkolonien. Diese bilden eine zusätzliche Nahrungsquelle (Eier, Küken), während die Möwen sich nicht an die jungen Löffler herantrauen.
Löffler ernähren sich von Fischen, Fröschen und anderem Wassergetier. Im Wattenmeer ist der Löffler häufig bei der Nahrungsaufnahme durch „Seihen“ zu beobachten. Dabei pendelt der Vogel mit seinem Kopf hin und her, wobei er seine Nahrung aus dem flachen Wasser filtert.

## Bestand

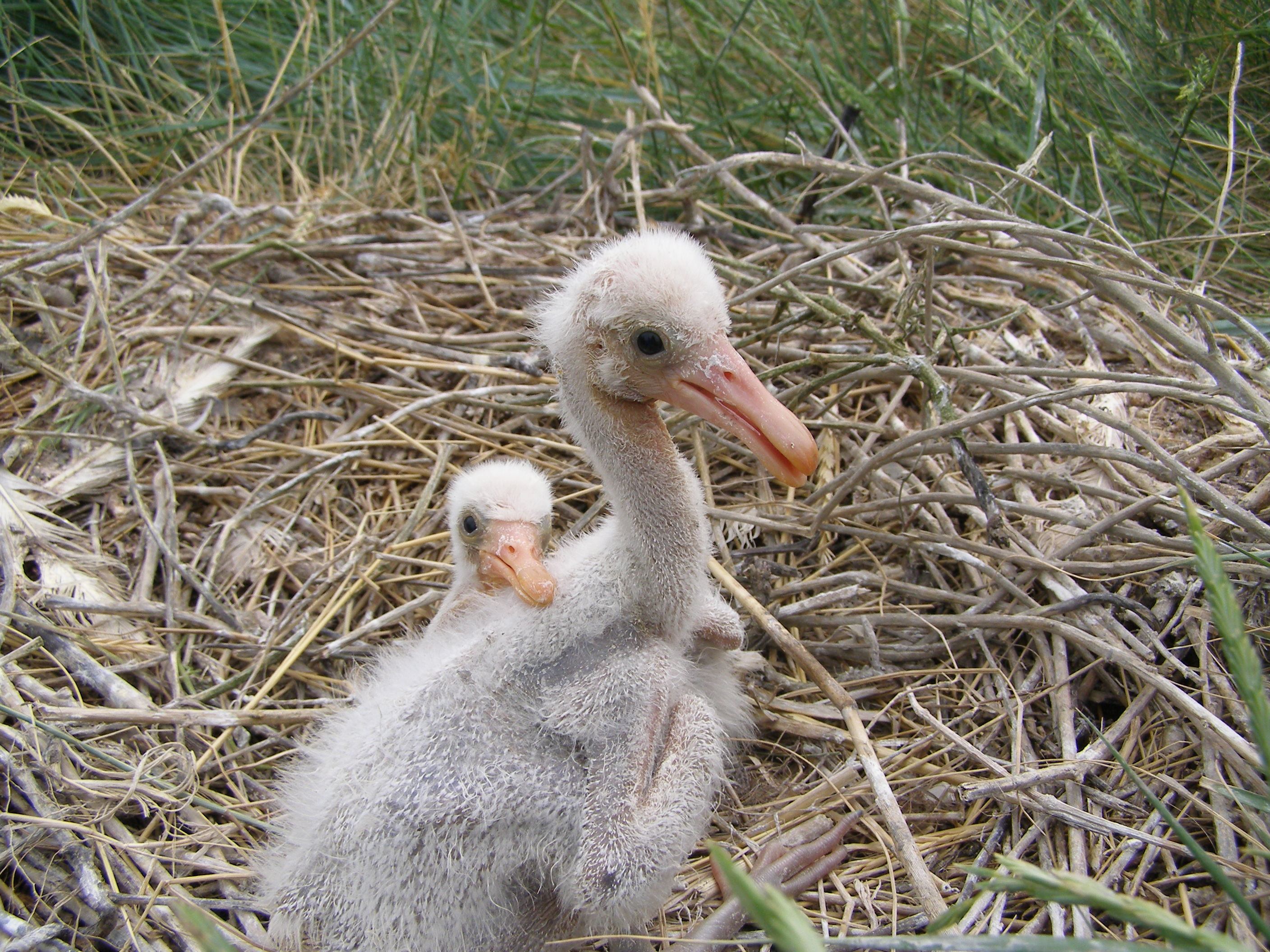
Junge Löffler im Nest, Ostfriesland

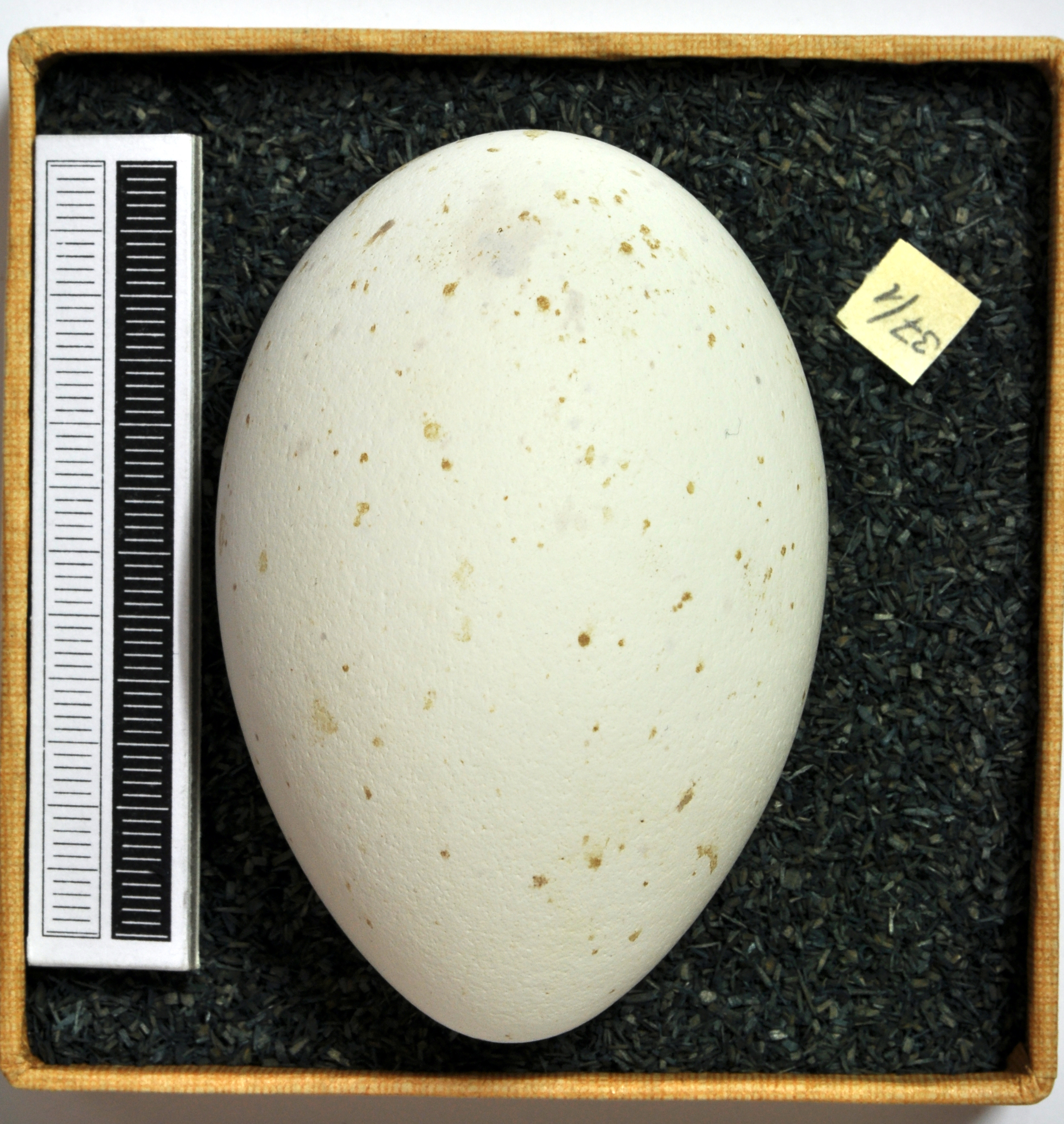
Ei (Sammlung Museum Wiesbaden)

Die IUCN schätzt den Gesamtbestand des Löfflers auf 58.000 bis 59.000 Tiere. Die Art gilt als „nicht gefährdet“.
In Europa war der Löffler stets auf einzelne, zum Teil weit auseinanderliegende Brutgebiete beschränkt. Diese gingen im Verlauf des 20. Jahrhunderts teils durch Verbauung und Drainage verloren. Am Neusiedlersee spielten beispielsweise ein Rückgang der Beweidung und eine Austrocknung der Seichtwassergebiete eine Rolle. In den Niederlanden wird der Bestandsrückgang auf die Pestizidbelastung der Küstengewässer zurückgeführt, im Wolgadelta auf eine Verschmutzung der Nahrungsgewässer. Auch dauerhaft zu hohe Wasserstände führen zu einem Rückgang der Löfflerpopulationen.
Der Rückgang der Löfflerbestände hält teilweise bis heute an. In Griechenland, Albanien, Rumänien, der Ukraine und im europäischen Teil Russlands sind die oben genannten Faktoren von Bedeutung. Parallel dazu gibt es auch positive Entwicklungen. So nimmt der Bestand beispielsweise in Ungarn deutlich zu, wobei eine Zunahme an Fischteichen eine Rolle spielt. Bei der in Ungarn praktizierten Fischereiwirtschaft werden die Teiche im Frühjahr trockengelegt, was zu einer Verbesserung des Nahrungsangebots für den Löffler geführt hat. Am Neusiedlersee sind die zwischenzeitlich erloschenen Brutkolonien wieder besiedelt worden, nachdem ein Wasseranstieg wieder zu ausgedehnteren Flachwasserzonen führte. Nach einer teilexponentiellen Zunahme der Population in den Niederlanden wurde 1996 auch Niedersachsen sowie im selben Jahr auch Dänemark besiedelt. Seit 1999 gibt es auch in Schleswig-Holstein Brutvögel. Im Jahre 2003 gab es in Deutschland insgesamt 103 Brutpaare, 2019 waren es bereits 1023. 2017 brüteten allein auf Südfall 100 Paare. 2020 gelang mit 10 bis 15 Brutpaaren im Schutzgebiet Bislicher Insel in Nordrhein-Westfalen der erste Brutnachweis im Binnenland Deutschlands.
2001 wurde Großbritannien von Löfflern wiederbesiedelt und eine erste Brut gab es 2002 in Belgien.

## Unterarten
Es sind drei Unterarten bekannt:
- Platalea leucorodia leucorodia Linnaeus, 1758[8] – Die Nominatform kommt von Europa bis in den Norden Chinas, nach Indien und Sri Lanka vor.
- Platalea leucorodia balsaci Naurois & Roux, 1974[9] – Diese Unterart kommt im Westen Mauretaniens vor.
- Platalea leucorodia archeri Neumann, 1928[10] – Diese Unterart ist an den Küsten des Roten Meeres und in Somalia verbreitet.

## Trivia
Der Asteroid des äußeren Hauptgürtels (8754) Leucorodia ist nach dem Löffler (Platalea leucorodia) benannt. Zum Zeitpunkt der Benennung des Asteroiden am 2. Februar 1999 befand sich der Löffler auf der niederländischen Roten Liste gefährdeter Arten.